# Ritmo Social
Ritmo Social es una revista especializada en los principales eventos sociales y personalidades de la República Dominicana. Es de circulación nacional y parte del periódico Listín Diario, está dirigida a un público en general entre 24 y 45 años de alto perfil económico y cultural.

## Circulación
Ritmo Social  es una revista gratuita encartada en el periódico Listín Diario los sábados, cada 15 días, en todo el territorio nacional de la República Dominicana.

## Enfoque
La revista está enfocada a un público joven de altos estratos sociales y con amplios conocimientos culturales.
- Datos: Q6109151